# Ernst Knoll
Ernst Knoll (* 23. Januar 1940 in Feldberg, Reichsgau Niederdonau; † 19. Januar 1997 in Eppelheim) war ein deutscher Ringer.

## Werdegang
Ernst Knoll wuchs nach der Vertreibung aus Mähren in der Tschechoslowakei in Nordbaden auf und begann beim Kraftsportverein Schriesheim mit 16 Jahren mit dem Ringen, nachdem er vorher bei der SG Leutershausen Handball gespielt hatte. Bedingt durch die Tatsache, dass er erst spät zum Ringen fand, konnte er im Jugend- und Juniorenbereich noch keine größeren Erfolge erzielen. Im Jahre 1964 hatte er aber die deutsche Spitzenklasse erreicht und wurde im griech.-röm. Stil im Weltergewicht erstmals deutscher Meister.
Ernst Knoll war ein körperlich starker, untersetzter aber technisch guter Ringer, der relativ schnell vom Weltergewicht über das Mittelgewicht in das Halbschwergewicht hineinwuchs. Er betätigte sich in beiden Stilarten und gewann nach 1964 bis zum Jahre 1972 noch weitere achtmal die deutsche Meisterschaft, jeweils viermal im freien und viermal im griech.-röm. Stil. Im Verlauf seiner Karriere startete er für den KSV Schriesheim, dem ASV Eppelheim, dem AC Ziegelhausen, dem AV Freiburg-St.Georgen, dem AV Reilingen und dem KSV Malsch.
Auf der internationalen Ringerbühne gab er im Jahre 1964 bei dem alljährlich im schwedischen Klippan stattfindenden großen Ringerturnier mit einem 4. Platz im griech.-Stil im Weltergewicht seinen Einstand. Er startete 1968 und 1972 auch bei den Olympischen Spielen in Mexiko-Stadt bzw. in München, konnte sich dort aber nicht im Vorderfeld platzieren.
Das beste Ergebnis bei einer internationalen Meisterschaft erzielte er bei der Europameisterschaft 1967 in Istanbul im freien Stil im Mittelgewicht. Er verfehlte dort nach zwei Siegen über den Tschechen Josef Urban u. den Jugoslawen Arslan Rizvari und einem Unentschieden gegen Günther Bauch aus Halle wegen einer Niederlage gegen den Rumänen Francisc Balla knapp die Medaillenränge und kam auf den 4. Platz.
Häufig vertrat Ernst Knoll auch den Deutschen Ringerbund bei den zu seiner Zeit noch beliebten Länderkämpfen und kam dabei zu einigen bemerkenswerten Siegen.
Ernst Knoll, der gelernter Maschinenschlosser war, betrieb in Eppelheim bis zu seinem frühen Tod eine eigene Schlosserei.

## Internationale Erfolge
(OS = Olympische Spiele, WM = Weltmeisterschaft, EM = Europameisterschaft, F = freier Stil, GR = griech.-röm. Stil, We = Weltergewicht, Mi = Mittelgewicht, Hs = Halbschwergewicht, damals bis 78 kg, 82/87 kg u. 90/97 kg Körpergewicht)
- 1964, 4. Platz, Turnier in Klippan, GR, We, hinter Piotr Starczynski, Polen, Harald Barlie, Norwegen u. Jan Kärström, Schweden u. vor Arne Gjerlöv, Dänemark;

- 1966, 11. Platz, EM in Essen, GR, Mi, nach Niederlagen gegen Andrei Zchowrebow, Sowjetunion u. Franz Pötsch, Österreich;

- 1967, 3. Platz, Alsia-Cup in Sønderborg, GR, Mi, hinter Orudjow, UdSSR u. S.A. Olsson, Schweden;

- 1967, 4. Platz, EM in Istanbul, F, Mi, mit Siegen über Josef Urban, Tschechoslowakei u. Arslan Rizvani, Jugoslawien, einem Unentschieden gegen Günther Bauch, DDR u. einer Niederlage gegen Francisc Balla, Rumänien;

- 1967, 10. Platz, WM in Neu-Delhi, F, Mi, mit einem Unentschieden gegen Shunichi Kawano, Japan u. Niederlagen gegen Hasan Güngör, Türkei u. Dschigdschidyn Mönchbat, Mongolei;

- 1968, 14. Platz, OS in Mexiko-Stadt, F, Mi, nach Niederlagen gegen Shigeru Endo, Japan u. Lupe Lara, Kuba;

- 1969, 1. Platz, Alsia-Cup in Sonderborg, GR, Hs, vor B. Kops, Niederlande u. Sven Studsgaard, Dänemark;

- 1969, 8. Platz, EM in Modena, GR, Mi, mit Unentschieden gegen André Bouchoule, Frankreich u. Ali Kazan, Türkei u. einer Niederlage gegen Matti Laakso, Finnland;

- 1971, 2. Platz, Turnier in Fredriksvaerk/Dänemark, GR, Hs, hinter Fleming Kozakewitsch und vor Sven Studsgaard, bde. Dänemark;

- 1972, 2. Platz, Vorolympisches Turnier in München, GR, Hs, hinter Czesław Kwieciński, Polen und vor Günter Kowalewski, BRD;

- 1972, 11. Platz, Olympische Spiele in München, F, Hs, nach Niederlagen gegen Károly Bajkó, Ungarn u. Reza Khorrami, Iran

## Länderkämpfe
(auch inoffizielle)
- 1964, BRD gegen Frankreich, GR, We, Punktniederlage gegen René Schiermeyer,
- 1967, BRD gegen Schweden, F, Mi, Punktsieg über Hans Antonsson,
- 1968, BRD gegen Jugoslawien, F, Mi, Schultersieg über Abduli,
- 1968, BRD gegen Österreich, GR, Mi, Unentschieden gegen Franz Pötsch,
- 1968, BRD gegen Schweiz, F, Mi, Punktsieg über Étienne Martinetti,
- 1969, Rumänien gegen BRD, F, Mi, Punktsieg über Nicolae Neguț,
- 1969, Rumänien gegen BRD, GR, Mi, Punktsieg über Fodorpataki,
- 1970, BRD gegen Polen, F, Hs, Aufgabesieger über Botur,
- 1970, BRD gegen Polen, GR, Hs, Schulterniederlage gegen Czesław Kwieciński,
- 1970, BRD gegen Schweden, F, Mi, Punktniederlage gegen Jan Kärström,
- 1970, BRD gegen Schweden, F, Hs, Schultersieg über C. Johansson,
- 1972, BRD gegen Rumänien, F, Hs, Punktsieg über Nicolae Neguț,
- 1972, BRD gegen Rumänien, GR, Hs, Punktniederlage gegen Nicolae Martinescu,
- 1972, BRD gegen Rumänien, GR, Hs, Unentschieden gegen Fodorpataki

## Deutsche Meisterschaften
- 1964, 1. Platz, GR, We, vor Gottlieb Neumair, München-Neuaubing u. Otto Schmittner, Aschaffenburg,
- 1966, 1. Platz, F, Mi, vor Heinz Sperling, Essen u. Willibald Funk, Hallbergmoos,
- 1967, 1. Platz, F, Mi, vor Heinz Sperling u. Günter Kowalewski, Witten,
- 1969, 1. Platz, GR, Hs, vor Günter Kowalewski u. Bernd Bluhm, Mainz,
- 1969, 2. Platz, F, Hs, hinter Heinz Sperling u. vor Dieter Markert, Hombruch,
- 1970, 2. Platz, GR, Hs, hinter Günter Kowalewski u. vor Lorenz Hecher, Hallbergmoos,
- 1970, 1. Platz, F, Hs, vor Heinz Sperling u. Georg Vorbuchner, Burghausen,
- 1971, 1. Platz, GR, Hs, vor Fred Theobald, Köllerbach u. Günter Kowalewski,
- 1971, 1. Platz, GR, Hs, vor Kaspar Eham, Bad Reichenhall u. Georg Vorbuchner,
- 1972, 1. Platz, GR, Hs, vor Fred Theobald u. Günter Kowalewski,
- 1972, 1. Platz, F, Hs, vor Heinz Sperling u. Hans-Peter Stratz, Vörstetten